# 真室川町総合運動公園
真室川町総合運動公園（まむろがわまちそうごうんどうこうえん）は、山形県最上郡真室川町にある運動公園。

## 概要
サッカー場としても利用できる多目的広場や野球場、テニスコート、体育館等が存在する。噴水のある親水広場も存在し、運動以外でも利用可能。

## 施設概要
- 多目的運動広場
  - 天然芝のコート。大会によっては多目的運動広場の他に隣接する山形県立新庄神室産業高等学校真室川校のグラウンドを使用することもある。
- 野球場
- 真室川町役場 町民体育館
- テニスコート
- ゲートボール場
- グラウンドゴルフ場
- ターゲットバードゴルフ場
- 中央広場
- 親水広場
- 芝生・桜山広場

## 駐車場
あり
- 中央駐車場(181台)
- 東駐車場(27台)
- 西駐車場(38台)
- 南駐車場(49台)
- 北駐車場(104台)

## アクセス
- JR真室川駅から徒歩10分